# أستراليا في الألعاب البارالمبية الصيفية 2020
شاركت أستراليا في دورة الألعاب البارالمبية الصيفية 2020 في طوكيو، اليابان، من 24 أغسطس إلى 5 سبتمبر 2021. أرسلت أكبر فريق أسترالي على الإطلاق - 179 رياضيًا في دورة الألعاب البارالمبية الصيفية. احتلت أستراليا المركز الثامن في جدول الميداليات الذهبية والسادس في جدول الميداليات الإجمالية.
في مايو 2017، أعلنت البارالمبية الأسترالية عن تعيين كيت ماكلوغلين كـ"رئيسة البعثة"، وكانت ماكلوغلين قد شغلت هذا المنصب في دورة ريو 2016.

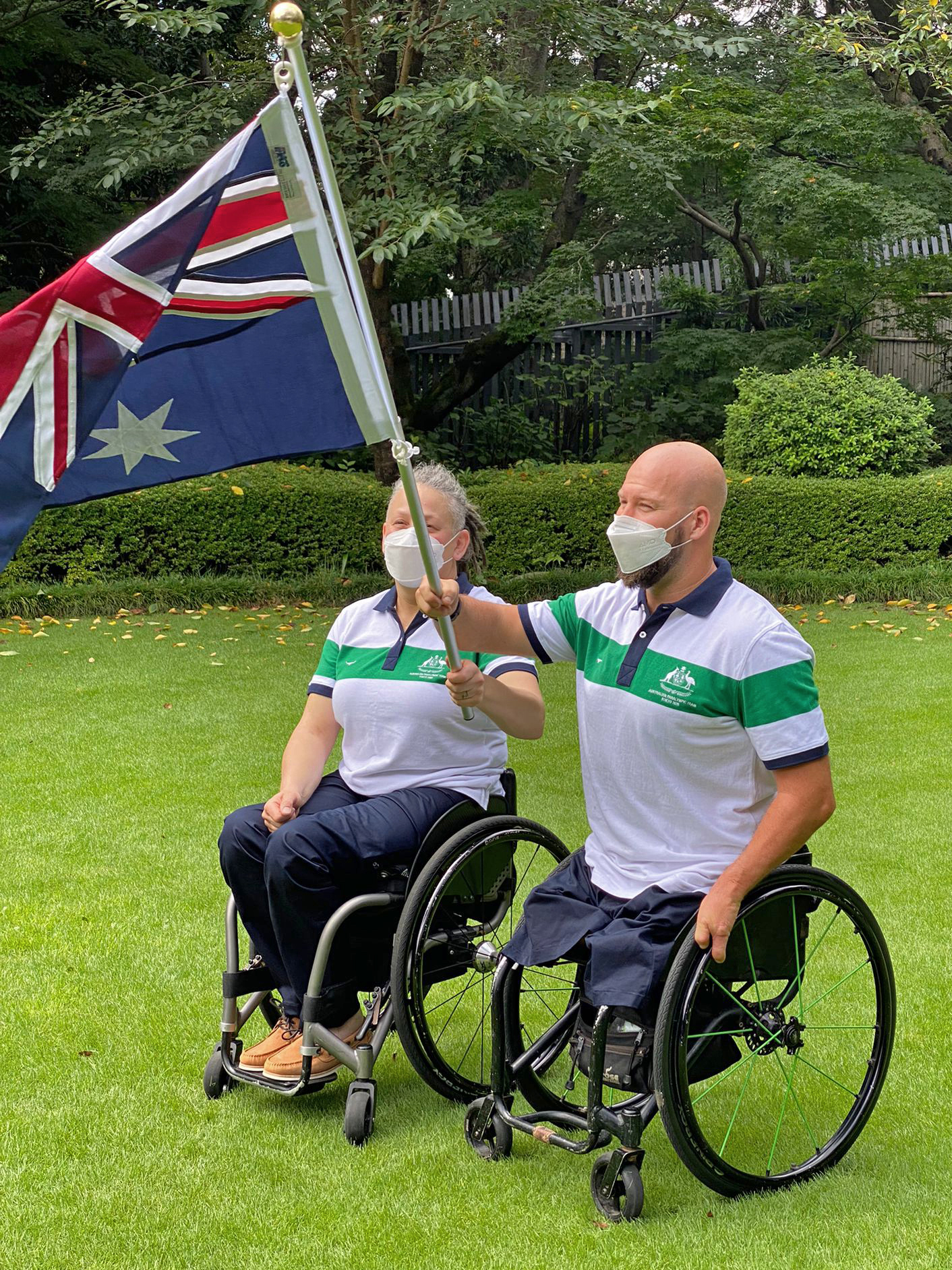
دانييلا دي تورو ورايلي بات في الإعلان عن حملهما العلم الأسترالي معًا في حفل افتتاح دورة الألعاب البارالمبية بطوكيو.

في نوفمبر 2019، تم تعيين لاعب الرجبي على الكراسي المتحركة رايلي بات ولاعبة التنس الطاولة دانييلا دي تورو كقائدين مشاركين. تم تعيينهم أيضًا كحاملي العلم المشتركين في حفل الافتتاح. كانت إيلي كول هي حاملة العلم في حفل الختام. أصبحت كول أكثر لاعبة بارالمبية أسترالية تتويجًا خلال الألعاب، مع ميدالياتها الفضية والبرونزية في السباحة، مما جعلها تحصل على 17 ميدالية بارالمبية.
لأستراليا إنجازات بارزة في الألعاب البارالمبية:
- العديد من الفائزين بالميداليات الذهبية: ويليام مارتن (السباحة) - 3 ذهب، 1 فضة ؛ ماديسون دي روزاريو (ألعاب القوى) - 2 ذهب، 1 برونز ؛ كيرتيس مكغرات (التجديف) - 2 ذهب ؛ بن بوفام (السباحة) - 2 ذهب، 1 فضة ؛ روان كروثرز (السباحة) - 2 ذهب، 1 فضة.
- إيلي كول مع ميداليتين برونزيتين أصبحت أفضل لاعبة بارالمبية أسترالية بـ17 ميدالية - 6 ذهب، 5 فضة، 6 برونز.
- فائزون بالميداليات الذهبية مكررين إنجازهم في بارالمبيك ريو - جيمس تورنر (ألعاب القوى)، فانيسا لو (ألعاب القوى)، كيرتيس مكغرات (التجديف)، لاكيشا باترسون (السباحة)، راشيل واتسون (السباحة)، ديلان ألكوت (تنس الكراسي المتحركة).
- الفائزون بالميداليات الذهبية في الأولمبياد البارالمبية لأول مرة - ماديسون دي روزاريو (ألعاب القوى)، بايج غريكو (الدراجات)، إميلي بيتريكولا (الدراجات)، أماندا ريد (الدراجات)، دارين هيكس (الدراجات)، ويليام مارتن (السباحة)، روان كروثرز (السباحة)، بن بوفام (السباحة)، بنجامين هانس (السباحة)
- الرياضات الجديدة - جانين واتسون فازت بأول ميدالية لأستراليا - برونزية في التايكواندو.
- فازت بأول ميدالية لها في بوشيا منذ 1996 وميداليتها الوحيدة الثانية مع ميدالية برونزية لدانيال ميشيل.
- في تنس الطاولة حققت أفضل نجاح لها في الألعاب البارالمبية - 2 ذهب و 4 فضة.

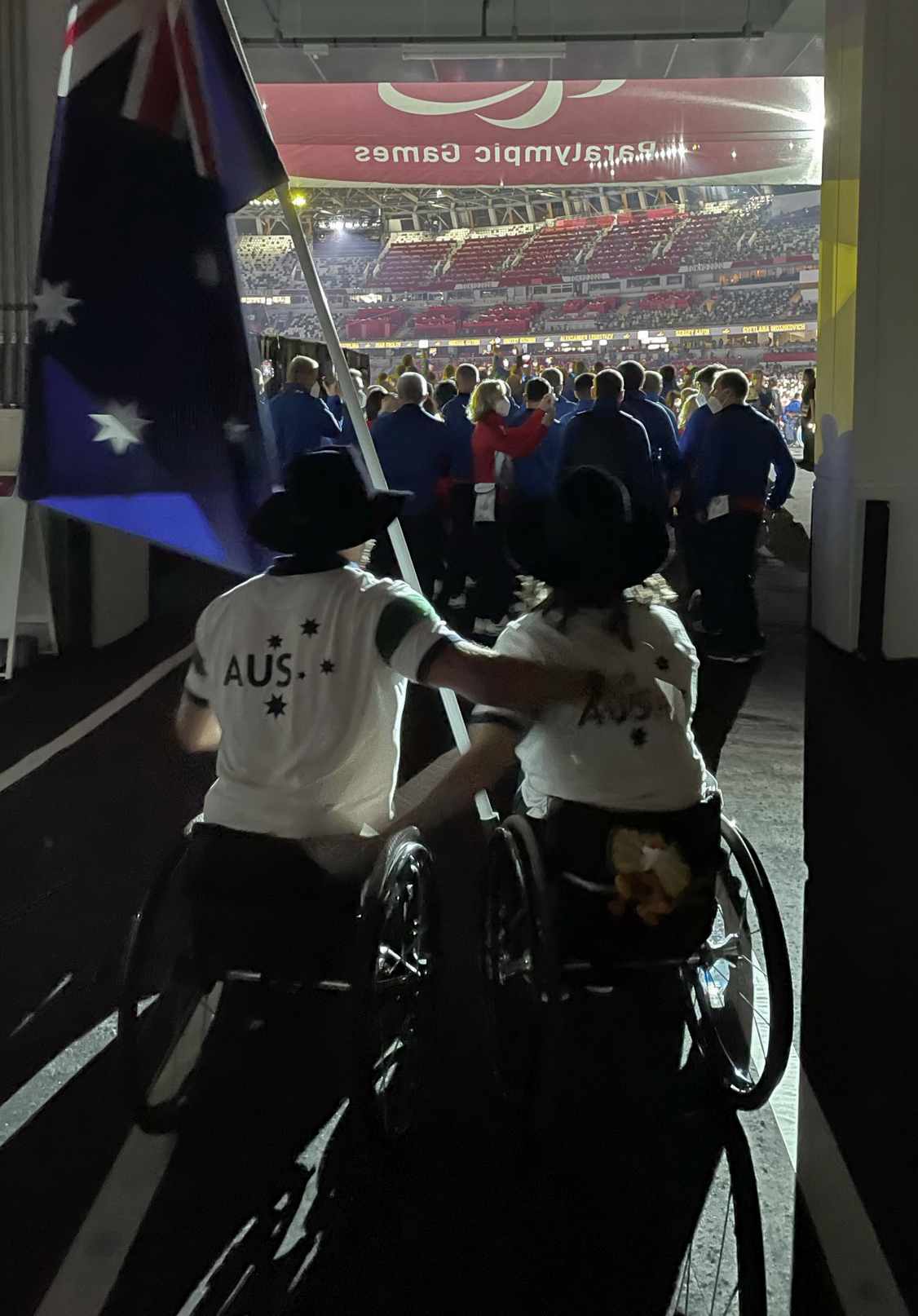
حاملا العلم المشتركين في الفريق الأسترالي، رايلي بات (يسار) ودانييلا دي تورو، قبل دخولهم إلى الاستاد في موكب الرياضيين خلال حفل الافتتاح.

|  |

## الميداليات
| الميدالية | الاسم                                                        | الرياضة              | الحدث                                | التاريخ  |
| --------- | ------------------------------------------------------------ | -------------------- | ------------------------------------ | -------- |
| ذهبية     | بايج غريكو                                                   | الدراجات             | سباق الفردي للسيدات C1–3             | 25 أغسطس |
| ذهبية     | إميلي بيتريكولا                                              | الدراجات             | سباق الفردي للسيدات C4               | 25 أغسطس |
| ذهبية     | ويليام مارتن                                                 | السباحة              | سباق 400 متر حرة رجال S9             | 25 أغسطس |
| ذهبية     | لاكيشا باترسون                                               | السباحة              | سباق 400 متر حرة سيدات S9            | 25 أغسطس |
| ذهبية     | روان كروثرز                                                  | السباحة              | سباق 50 متر حرة رجال S10             | 25 أغسطس |
| ذهبية     | بن بوفام                                                     | السباحة              | سباق 100 متر حرة رجال S8             | 25 أغسطس |
| ذهبية     | أماندا ريد                                                   | الدراجات             | سباق التوقيت للسيدات C1–3            | 27 أغسطس |
| ذهبية     | ماديسون دي روزاريو                                           | ألعاب القوى          | سباق 800 متر سيدات T53               | 29 أغسطس |
| ذهبية     | لي لينا                                                      | تنس الطاولة          | فردي سيدات – الفئة 9                 | 30 أغسطس |
| ذهبية     | تشيان يانغ                                                   | تنس الطاولة          | فردي سيدات – الفئة 10                | 30 أغسطس |
| ذهبية     | روان كروثرز ويليام مارتن ماثيو ليفي بن بوفام                 | السباحة              | سباق التتابع 4 × 100 متر حرة رجال    | 30 أغسطس |
| ذهبية     | دارين هيكس                                                   | الدراجات             | سباق التوقيت للرجال C2               | 31 أغسطس |
| ذهبية     | جيمس ترنر                                                    | ألعاب القوى          | سباق 400 متر رجال T36                | 31 أغسطس |
| ذهبية     | ويليام مارتن                                                 | السباحة              | سباق 100 متر فراشة رجال S9           | 2 سبتمبر |
| ذهبية     | بنجامين هانس                                                 | السباحة              | سباق 100 متر ظهر رجال S14            | 2 سبتمبر |
| ذهبية     | راشيل واتسون                                                 | السباحة              | سباق 50 متر حرة سيدات S4             | 2 سبتمبر |
| ذهبية     | فانيسا لو                                                    | ألعاب القوى          | القفز الطويل سيدات T63               | 2 سبتمبر |
| ذهبية     | كيرتيس مكغرات                                                | التجديف البارالمبي   | سباق الرجال KL2                      | 3 سبتمبر |
| ذهبية     | ديلان ألكوت                                                  | تنس الكراسي المتحركة | فردي رباعي                           | 4 سبتمبر |
| ذهبية     | كيرتيس مكغرات                                                | التجديف البارالمبي   | سباق الرجال VL3                      | 4 سبتمبر |
| ذهبية     | ماديسون دي روزاريو                                           | ألعاب القوى          | سباق الماراثون سيدات T54             | 5 سبتمبر |
| فضية      | بايج ليونارد                                                 | السباحة              | سباق 100 متر فراشة سيدات S14         | 25 أغسطس |
| فضية      | دارين هيكس                                                   | الدراجات             | سباق الفردي للسيدات C2               | 26 أغسطس |
| فضية      | إيسيس هولت                                                   | ألعاب القوى          | سباق 100 متر سيدات T35               | 27 أغسطس |
| فضية      | أليستير دونوهو                                               | الدراجات             | سباق الفردي للسيدات C5               | 27 أغسطس |
| فضية      | جاري كليفورد                                                 | ألعاب القوى          | سباق 5000 متر رجال T13               | 28 أغسطس |
| فضية      | روان كروثرز                                                  | السباحة              | سباق 100 متر حرة رجال S10            | 28 أغسطس |
| فضية      | أحمد كيلي                                                    | السباحة              | سباق 150 متر فردي متنوع رجال SM3     | 28 أغسطس |
| فضية      | ريكي بيتر بنجامين هانس روبي ستورم مادلين ماكتيرنان           | السباحة              | تتابع حرة مختلط 4 × 100 متر حرة S14  | 28 أغسطس |
| فضية      | ما لين                                                       | تنس الطاولة          | فردي رجال – الفئة 9                  | 28 أغسطس |
| فضية      | لورن باركر                                                   | الباراثلاثلون        | سيدات PTWC                           | 29 أغسطس |
| فضية      | إيريك هوري                                                   | التجديف              | التجديف الفردي رجال                  | 29 أغسطس |
| فضية      | صموئيل فون إينيم                                             | تنس الطاولة          | فردي رجال – الفئة 11                 | 29 أغسطس |
| فضية      | جيك ميشيل                                                    | السباحة              | سباق 100 متر صدر رجال SB14           | 29 أغسطس |
| فضية      | إيلي كول إيزابيلا فينسنت إميلي بيكروفت أشلين ماكنيل          | السباحة              | تتابع حرة 4 × 100 متر سيدات 34 نقاط  | 29 أغسطس |
| فضية      | إيسيس هولت                                                   | ألعاب القوى          | سباق 200 متر سيدات T35               | 29 أغسطس |
| فضية      | ريث ماكنيكرين                                                | ألعاب القوى          | سباق 100 متر سيدات T34               | 30 أغسطس |
| فضية      | ميشيل بوريان                                                 | ألعاب القوى          | رمي الرمح رجال F64                   | 30 أغسطس |
| فضية      | إميلي بيتريكولا                                              | الدراجات             | سباق التوقيت للنساء C4               | 31 أغسطس |
| فضية      | كارول كوك                                                    | الدراجات             | سباق التوقيت للنساء T1–2             | 31 أغسطس |
| فضية      | غرانت باترسون                                                | السباحة              | سباق 50 متر صدر رجال SB2             | 31 أغسطس |
| فضية      | جازمين غرينوود                                               | السباحة              | سباق 100 متر فراشة سيدات S10         | 31 أغسطس |
| فضية      | تيموثي هوج                                                   | السباحة              | سباق 200 متر فردي متنوع رجال SM9     | 1 سبتمبر |
| فضية      | ديلان ألكوت هيث ديفيدسون                                     | تنس الكراسي المتحركة | تتابع رباعي مختلط                    | 1 سبتمبر |
| فضية      | سوزان سايبل                                                  | التجديف البارالمبي   | سباق النساء VL2                      | 3 سبتمبر |
| فضية      | يانغ تشيان لي لينا ميليسا تاپر                               | تنس الطاولة          | فريق سيدات الفئة 9–10                | 3 سبتمبر |
| فضية      | ما لين جويل كوغلان ناثان بيلسيير                             | تنس الطاولة          | فريق رجال الفئة 9–10                 | 3 سبتمبر |
| فضية      | تيموثي هوج تيموثي ديسكن ويليام مارتن بن بوفام بليك كوكرين[a] | السباحة              | تتابع متنوع 4 × 100 متر رجال         | 3 سبتمبر |
| فضية      | جيمس ترنر                                                    | ألعاب القوى          | سباق 100 متر رجال T36                | 4 سبتمبر |
| فضية      | جاري كليفورد                                                 | ألعاب القوى          | سباق الماراثون 12 رجال T12           | 5 سبتمبر |
| برونزية   | ألكسندر توكفيلد                                              | السباحة              | سباق 400 متر حرة رجال S9             | 25 أغسطس |
| برونزية   | بنجامين هانس                                                 | السباحة              | سباق 100 متر فراشة رجال S14          | 25 أغسطس |
| برونزية   | روبي ستورم                                                   | السباحة              | سباق 100 متر فراشة سيدات S14         | 25 أغسطس |
| برونزية   | كيرا ستيفنز                                                  | السباحة              | سباق 100 متر صدراخ سيدات SB9         | 26 أغسطس |
| برونزية   | كاتيا ديديكيند                                               | السباحة              | سباق 100 متر ظهر سيدات S13           | 26 أغسطس |
| برونزية   | ديفيد نيكولاس                                                | الدراجات             | سباق الفردي للسيدات C3               | 26 أغسطس |
| برونزية   | تيفاني توماس كاين                                            | السباحة              | سباق 200 متر فردي متنوع سيدات SM7    | 27 أغسطس |
| برونزية   | كاتيا ديديكيند                                               | السباحة              | سباق 400 متر حرة سيدات S13           | 27 أغسطس |
| برونزية   | ماثيو ليفي                                                   | السباحة              | سباق 100 متر صدراخ رجال SB6          | 28 أغسطس |
| برونزية   | غرانت باترسون                                                | السباحة              | سباق 150 متر فردي متنوع رجال SM3     | 28 أغسطس |
| برونزية   | إيفان أوهانون                                                | ألعاب القوى          | سباق 100 متر رجال T38                | 28 أغسطس |
| برونزية   | روبن لامبيرد                                                 | ألعاب القوى          | سباق 100 متر سيدات T34               | 29 أغسطس |
| برونزية   | سارة إدمستون                                                 | ألعاب القوى          | رمي القرص سيدات F64                  | 29 أغسطس |
| برونزية   | تيموثي هوج                                                   | السباحة              | سباق 100 متر ظهر رجال S9             | 30 أغسطس |
| برونزية   | ميغ ليمون                                                    | الدراجات             | سباق التوقيت للنساء C4               | 31 أغسطس |
| برونزية   | بايج غريكو                                                   | الدراجات             | سباق التوقيت للسيدات C1–3            | 31 أغسطس |
| برونزية   | جاري كليفورد                                                 | ألعاب القوى          | سباق 1500 متر رجال T13               | 31 أغسطس |
| برونزية   | أليستير دونوهو                                               | الدراجات             | سباق التوقيت للرجال C5               | 31 أغسطس |
| برونزية   | كول بيرس                                                     | السباحة              | سباق 100 متر فراشة رجال S10          | 31 أغسطس |
| برونزية   | ماديسون دي روزاريو                                           | ألعاب القوى          | سباق 1500 متر سيدات T54              | 31 أغسطس |
| برونزية   | دانيال ميشيل                                                 | البوتشيا             | فردي مختلط BC3                       | 1 سبتمبر |
| برونزية   | بليك كوكرين                                                  | السباحة              | سباق 100 متر صدراخ رجال SB7          | 1 سبتمبر |
| برونزية   | تيفاني توماس كاين                                            | السباحة              | سباق 100 متر صدراخ سيدات SB7         | 1 سبتمبر |
| برونزية   | توماس غالاغر                                                 | السباحة              | سباق 400 متر حرة رجال S10            | 1 سبتمبر |
| برونزية   | إيلي كول كيرا ستيفنز إميلي بيكروفت إيزابيلا فينسنت           | السباحة              | تتابع فردي 4 × 100 متر سيدات 34 نقاط | 2 سبتمبر |
| برونزية   | ماريا سترونغ                                                 | ألعاب القوى          | رمي الجلة سيدات F33                  | 2 سبتمبر |
| برونزية   | بايج غريكو                                                   | الدراجات             | سباق الطريق للسيدات C1–3             | 3 سبتمبر |
| برونزية   | ديون كينزي                                                   | ألعاب القوى          | سباق 1500 متر رجال T38               | 4 سبتمبر |
| برونزية   | نيكولاس هم                                                   | ألعاب القوى          | القفز الطويل رجال T20                | 4 سبتمبر |
| برونزية   | جانين واتسون                                                 | التايكواندو          | سيدات +58 كجم                        | 4 سبتمبر |

| الميداليات حسب الرياضة | الميداليات حسب الرياضة | الميداليات حسب الرياضة | الميداليات حسب الرياضة | الميداليات حسب الرياضة |
| ---------------------- | ---------------------- | ---------------------- | ---------------------- | ---------------------- |
| الرياضة                |                        |                        |                        | الإجمالي               |
| ألعاب القوى            | 4                      | 7                      | 8                      | 19                     |
| البوتشيا               | 0                      | 0                      | 1                      | 1                      |
| الدراجات               | 4                      | 4                      | 5                      | 13                     |
| السباحة                | 8                      | 10                     | 15                     | 33                     |
| الباراكانوي            | 2                      | 1                      | 0                      | 3                      |
| الباراثلاثلون          | 0                      | 1                      | 0                      | 1                      |
| التجديف                | 0                      | 1                      | 0                      | 1                      |
| تنس الطاولة            | 2                      | 4                      | 0                      | 6                      |
| التايكواندو            | 0                      | 0                      | 1                      | 1                      |
| تنس الكراسي المتحركة   | 1                      | 1                      | 0                      | 2                      |
| الإجمالي               | 21                     | 29                     | 30                     | 80                     |

| الميداليات حسب التاريخ | الميداليات حسب التاريخ | الميداليات حسب التاريخ | الميداليات حسب التاريخ | الميداليات حسب التاريخ | الميداليات حسب التاريخ |
| ---------------------- | ---------------------- | ---------------------- | ---------------------- | ---------------------- | ---------------------- |
| اليوم                  | التاريخ                |                        |                        |                        | الإجمالي               |
| 1                      | 25 أغسطس               | 6                      | 1                      | 3                      | 10                     |
| 2                      | 26 أغسطس               | 0                      | 1                      | 3                      | 4                      |
| 3                      | 27 أغسطس               | 1                      | 2                      | 2                      | 5                      |
| 4                      | 28 أغسطس               | 0                      | 5                      | 3                      | 8                      |
| 5                      | 29 أغسطس               | 1                      | 6                      | 2                      | 9                      |
| 6                      | 30 أغسطس               | 3                      | 2                      | 1                      | 6                      |
| 7                      | 31 أغسطس               | 2                      | 4                      | 6                      | 12                     |
| 8                      | 1 سبتمبر               | 0                      | 2                      | 4                      | 6                      |
| 9                      | 2 سبتمبر               | 4                      | 0                      | 2                      | 6                      |
| 10                     | 3 سبتمبر               | 1                      | 4                      | 1                      | 6                      |
| 11                     | 4 سبتمبر               | 2                      | 1                      | 3                      | 6                      |
| 12                     | 5 سبتمبر               | 1                      | 1                      | 0                      | 2                      |
| الإجمالي               | الإجمالي               | 21                     | 29                     | 30                     | 80                     |

| الميداليات حسب الجنس(Comparison graphs) | الميداليات حسب الجنس(Comparison graphs) | الميداليات حسب الجنس(Comparison graphs) | الميداليات حسب الجنس(Comparison graphs) | الميداليات حسب الجنس(Comparison graphs) | الميداليات حسب الجنس(Comparison graphs) |
| --------------------------------------- | --------------------------------------- | --------------------------------------- | --------------------------------------- | --------------------------------------- | --------------------------------------- |
| الجنس                                   |                                         |                                         |                                         | الإجمالي                                | النسبة المئوية                          |
| إناث                                    | 10                                      | 10                                      | 15                                      | 35                                      | 43.8%                                   |
| ذكور                                    | 11                                      | 18                                      | 15                                      | 44                                      | 55.0%                                   |
| مختلط                                   | 0                                       | 1                                       | 0                                       | 1                                       | 1.3%                                    |
| الإجمالي                                | 21                                      | 29                                      | 30                                      | 80                                      | 100%                                    |

## الرماية

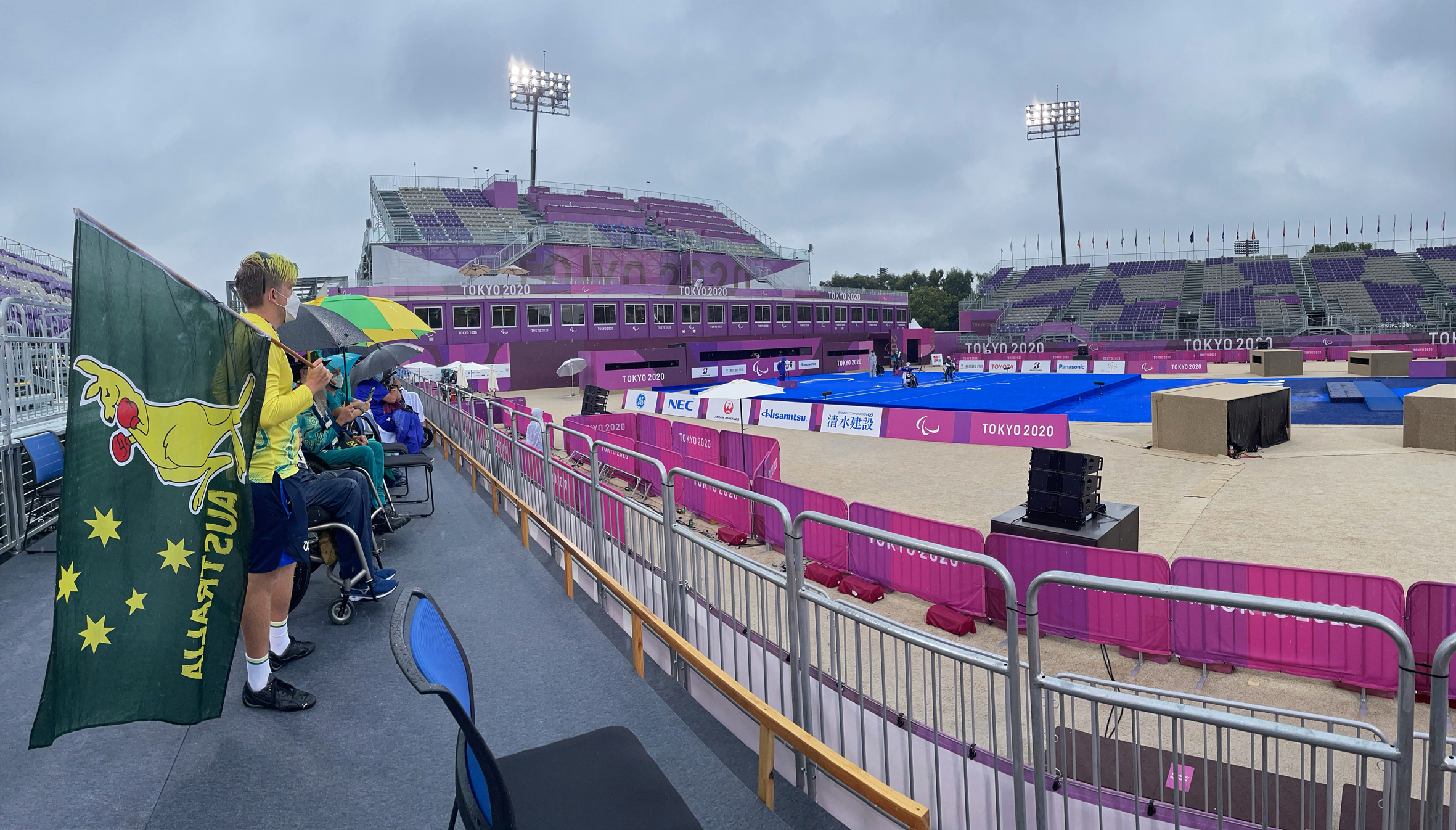
رامي السهام الأسترالي تايمون كنتون-سميث وأعضاء آخرون من فريق الرماية يدعمون زميلاً لهم أثناء المنافسة.

تم اختيار فريق من أربعة رماة في 26 يوليو 2021. الرجال – جوناثون ميلن، بيتر مارشانت، تايمون كنتون-سميث؛ النساء – إيماليا أوكتريينيندا.
| الرياضي                                | الفعالية              | الجولة الترتيبية | الجولة الترتيبية | دور الـ32                               | دور الـ16                              | ربع النهائي | نصف النهائي | النهائي     | النهائي  |
| الرياضي                                | الفعالية              | النقاط           | التصنيف          | نتيجة الخصم                             | نتيجة الخصم                            | نتيجة الخصم | نتيجة الخصم | نتيجة الخصم | الترتيب  |
| -------------------------------------- | --------------------- | ---------------- | ---------------- | --------------------------------------- | -------------------------------------- | ----------- | ----------- | ----------- | -------- |
| جوناثون ميلن                           | الفردي المركب للرجال  | 692              | 8                | تقدم تلقائي                             | شيلبي (الولايات المتحدة) · خسر 141–143 | لم يتقدم    | لم يتقدم    | لم يتقدم    | لم يتقدم |
| بيتر مارشانت                           | الفردي المركب للرجال  | 664              | 31               | بيريرا (فرنسا) · فاز 138–136            | بياباني (إيران) · خسر 139–141          | لم يتقدم    | لم يتقدم    | لم يتقدم    | لم يتقدم |
| تايمون كنتون-سميث                      | الفردي القوسي للرجال  | 604              | 18               | بينيت (الولايات المتحدة) · خسر 4-6      | لم يتقدم                               | لم يتقدم    | لم يتقدم    | لم يتقدم    | لم يتقدم |
| إيماليا أوكتريينيندا                   | الفردي القوسي للنساء  | 564              | 13               | جو ج-م (كوريا الجنوبية) · فاز 7–1       | بيتريلي (إيطاليا) · خسر 0–6            | لم يتقدم    | لم يتقدم    | لم يتقدم    | لم يتقدم |
| تايمون كنتون-سميث إيماليا أوكتريينيندا | الفريق المختلط القوسي | 1186             | 8                | سيتشيك / · أولشيفسكا (بولندا) · خسر 0–6 | لم يتقدم                               | لم يتقدم    | لم يتقدم    | لم يتقدم    | لم يتقدم |

## ألعاب القوى
تم اختيار فريق من 36 رياضيًا في 23 يوليو 2021.
الرجال
المضمار
| الرياضي                                                       | الأحداث      | التصفيات        | التصفيات | النهائي  | النهائي  |
| الرياضي                                                       | الأحداث      | الوقت           | الترتيب  | الوقت    | الترتيب  |
| ------------------------------------------------------------- | ------------ | --------------- | -------- | -------- | -------- |
| لوك بيلي                                                      | 100 متر T54  | 14.55           | 14       | لم يتقدم | لم يتقدم |
| سام كارتر                                                     | 100 متر T54  | 14.19           | 7ق       | 14.08    | 5        |
| سام كارتر                                                     | 400 متر T54  | 47.06           | 9        | لم يتقدم | لم يتقدم |
| جاري د كليرفورد فينسنت دونادييو & تيم لوغان (مرشدو الماراثون) | 1500 متر T13 | 3:54.69         | الثالث   |          |          |
| جاري د كليرفورد فينسنت دونادييو & تيم لوغان (مرشدو الماراثون) | 5000 متر T13 | 14:35.52        | الثاني   |          |          |
| جاري د كليرفورد فينسنت دونادييو & تيم لوغان (مرشدو الماراثون) | ماراثون T12  | 2:26:09         | الثاني   |          |          |
| دانيال بوينتي                                                 | 1500 متر T38 | 4:12.95         | 6        |          |          |
| آري جيزيني                                                    | 100 متر T38  | 12.40           | 7        | لم يتقدم | لم يتقدم |
| سام هاردينغ                                                   | 1500 متر T13 | 4:05.13         | 11       |          |          |
| ديون كينزي                                                    | 1500 متر T38 | 4:03.76         | الثالث   |          |          |
| رهد مكراكين                                                   | 100 متر T34  | 15.37           | الثاني   |          |          |
| رهد مكراكين                                                   | 800 متر T34  | 1:48.09         | 7ق       | 1:47.68  | 6        |
| سام ماكنتوش                                                   | 100 متر T52  | 17.824          | 4        |          |          |
| سام ماكنتوش                                                   | 400 متر T52  | 1:07.97         | 5        | لم يتقدم | لم يتقدم |
| إيفان أوهالون                                                 | 100 متر T38  | 11.31           | 2 ق      | 11.00    | الثالث   |
| جيدون بايج                                                    | 100 متر T47  | 11.18           | 5        | لم يتقدم | لم يتقدم |
| تشاد بيريس                                                    | 100 متر T13  | 10.90           | 2 ق      | 10.84    | 5        |
| سكوت ريردون                                                   | 100 متر T63  | 12.80           | 4 ق      | 12.43    | 5        |
| مايكل رويجر                                                   | ماراثون T46  | 2:34:45         | 6        |          |          |
| جيمس تيرنر                                                    | 100 متر T36  | 11.89           | 1 ق      | 12.00    | الثاني   |
| جيمس تيرنر                                                    | 400 متر T36  | 52.80 رقم قياسي | الأول    |          |          |

الملعب
| الرياضي      | الأحداث          | النتيجة        | الترتيب |
| ------------ | ---------------- | -------------- | ------- |
| كوري أندرسون | رمي الرمح F38    | 54.48          | 4       |
| ميشال بوريان | رمي الرمح F64    | 66.29 WR (F44) | الثاني  |
| آري جيزيني   | القفز الطويل T38 | 5.89           | 11      |
| غاي هنلي     | رمي القرص F37    | 48.72          | 4       |
| نيكولاس هوم  | القفز الطويل T20 | 7.12 AR        | الثالث  |
| تود هودجيتس  | رمي الجلة F20    | DNS            | DNS     |
| جايدن سوير   | رمي الرمح F38    | 45.57          | 7       |

## كرة الريشة
سيكون أول ظهور لكرة الريشة في دورة الألعاب البارالمبية الصيفية، تم اختيار رياضيين اثنين هما كيتلين درانسفيلد وغرانت مانزوني. 
| الرياضي          | الحدث          | مرحلة المجموعات                               | مرحلة المجموعات                                 | مرحلة المجموعات                          | مرحلة المجموعات | ربع النهائي      | نصف النهائي      | النهائي / BM     | النهائي / BM |
| الرياضي          | الحدث          | المعارضة النتيجة                              | المعارضة النتيجة                                | المعارضة النتيجة                         | الترتيب         | المعارضة النتيجة | المعارضة النتيجة | المعارضة النتيجة | الترتيب      |
| ---------------- | -------------- | --------------------------------------------- | ----------------------------------------------- | ---------------------------------------- | --------------- | ---------------- | ---------------- | ---------------- | ------------ |
| غرانت مانزوني    | فردي رجال WH2  | كيم ك-h (كوريا الجنوبية) خسر 0–2 (8–21, 5–21) | كيم ج-ج (كوريا الجنوبية) خسر 0–2 (8–21, 9–21)\| | 3                                        | لم يتقدم        | لم يتقدم         | لم يتقدم         | لم يتقدم         | لم يتقدم     |
| كيتلين درانسفيلد | فردي سيدات SL4 | ساغوي (النرويج) خسر 0–2 (17–21, 13–21)        | سرينافاكول (تايلاند) خسر 0–2 (8–21, 16–21)      | ماير (كندا) خسر 1–2 (21–7, 13–21, 21–23) | 4               | لم يتقدم         | لم يتقدم         | لم يتقدم         | لم يتقدم     |

## البوتشيا
تم اختيار دانيال ميشيل وسبنسر كوتي وجاميسون ليسون في 21 يونيو 2021.
| الرياضي                               | الحدث              | مباريات المجموعة                                   | مباريات المجموعة                                | مباريات المجموعة                                    | مباريات المجموعة                                | مباريات المجموعة | ربع النهائي                          | نصف النهائي                        | النهائي / BM                          | النهائي / BM |
| الرياضي                               | الحدث              | المعارضة النتيجة                                   | المعارضة النتيجة                                | المعارضة النتيجة                                    | المعارضة النتيجة                                | الترتيب          | المعارضة النتيجة                     | المعارضة النتيجة                   | المعارضة النتيجة                      | الترتيب      |
| ------------------------------------- | ------------------ | -------------------------------------------------- | ----------------------------------------------- | --------------------------------------------------- | ----------------------------------------------- | ---------------- | ------------------------------------ | ---------------------------------- | ------------------------------------- | ------------ |
| دانيال ميشيل                          | الفردي المختلط BC3 | سومبون تشايبانيش (تايلاند) فاز 9–0                 | ماريا بيورستروم (السويد) فاز 8–2                | إيفلين دي أوليفيرا (البرازيل) خسر 2–3               | —                                               | 2 ق              | هانس سو كيم (كوريا الجنوبية) فاز 8–0 | آدم بيسكا (جمهورية التشيك) خسر 3–4 | سكوت مككوان (بريطانيا العظمى) فاز 6–1 | الثالث       |
| سبنسر كوتي                            | الفردي المختلط BC3 | ستيفانيا فيراندو (الأرجنتين) فاز 4–1               | جيمي مككوان (بريطانيا العظمى) فاز 5–2           | سكوت مككوان (بريطانيا العظمى) خسر 3–4               | —                                               | 2                | لم يتقدم                             | لم يتقدم                           | لم يتقدم                              | لم يتقدم     |
| دانيال ميشيل سبنسر كوتي جاميسون ليزون | الزوجي المختلط BC3 | كاواموتو / · تاكاهاسكي / · تانكا (اليابان) خسر 2–3 | أندرادي / · كوستا / · ماسيدو (البرتغال) فاز 4-3 | أوليفيرا / · كارفاليو / · كالادو (البرازيل) فاز 5-2 | هو / · ليو / · تس (هونغ كونغ) خسر 3 (1) - 3 (0) | لم يتقدم         | لم يتقدم                             | لم يتقدم                           | لم يتقدم                              | لم يتقدم     |

## ركوب الدراجات
تم اختيار 12 رياضيًا في 9 يوليو 2021. الرجال – غوردون ألان، غرانت آلن، أليستير دونوهوي، ستيوارت جونز، دارين هيكس، ديفيد نيكولاس، ستيوارت تريب؛ النساء – كارول كوك، بايج غريكو، ميغ ليمون، إميلي بترينكولا، أماندا ريد
السباقات على المسار — النساء
| الرياضية        | الحدث                         | التأهل      | التأهل  | النهائي        | النهائي |
| الرياضية        | الحدث                         | الوقت       | الترتيب | المعارضة الوقت | الترتيب |
| --------------- | ----------------------------- | ----------- | ------- | -------------- | ------- |
| بايج غريكو      | الفردي سيدات C1-3             | 3:52.283 WR | 1 QG    | 3:50.815       | الأول   |
| ميغ ليمون       | الفردي سيدات C4               | 3:49.043    | 4 QB    | 3:49.972       | 4       |
| إميلي بترينكولا | الفردي سيدات C4               | 3:38.061 WR | 1 QG    | OVL            | الأول   |
| أماندا ريد      | 500 متر سباق الزمن سيدات C1-3 | 35.581 WR   | الأول   |                |         |

السباقات على المسار — الرجال
| الرياضي         | الحدث                | التأهل   | التأهل  | النهائي        | النهائي |
| الرياضي         | الحدث                | الوقت    | الترتيب | المعارضة الوقت | الترتيب |
| --------------- | -------------------- | -------- | ------- | -------------- | ------- |
| غوردون ألان     | سباق الزمن رجال C1-3 | 1:06.083 | 5       |                |         |
| أليستير دونوهوي | الفردي رجال C5       | 4:20.813 | 2 QG    | 4:24.095       | الثاني  |
| دارين هيكس      | الفردي رجال C2       | 3:33.589 | 2 QG    | 3:35.064       | الثاني  |
| ديفيد نيكولاس   | الفردي رجال C3       | 3:23.674 | 3 QB    | 3:25.877       | الثالث  |

السباقات على المسار — مختلط
| الرياضي                          | الحدث                    | التأهل | التأهل  | النهائي        | النهائي  |
| الرياضي                          | الحدث                    | الوقت  | الترتيب | المعارضة الوقت | الترتيب  |
| -------------------------------- | ------------------------ | ------ | ------- | -------------- | -------- |
| ميغ ليمون أماندا ريد غوردون ألان | سباق الفريق المختلط C1-5 | 56.989 | 9       | لم يتقدم       | لم يتقدم |

السباقات على الطريق — النساء
| الرياضي         | الحدث                  | الوقت    | الترتيب |
| --------------- | ---------------------- | -------- | ------- |
| كارول كوك       | سباق الزمن سيدات T1-2  | 36:38.46 | الثاني  |
| كارول كوك       | سباق الطريق سيدات T1-2 | DNF      | DNF     |
| بايج غريكو      | سباق الزمن سيدات C1-3  | 26:37.54 | الثالث  |
| بايج غريكو      | سباق الطريق سيدات C1-3 | 1:13:11  | الثالث  |
| ميغ ليمون       | سباق الزمن سيدات C4    | 41:14.42 | الثالث  |
| ميغ ليمون       | سباق الطريق سيدات C4-5 | 2:31:17  | 8       |
| إميلي بترينكولا | سباق الزمن سيدات C4    | 39:43.09 | الثاني  |
| إميلي بترينكولا | سباق الطريق سيدات C4-5 | 2:32:58  | 10      |

السباقات على الطريق — الرجال
| الرياضي         | الحدث                 | الوقت    | الترتيب |
| --------------- | --------------------- | -------- | ------- |
| أليستير دونوهوي | سباق الزمن رجال C4    | 43:36.80 | الثالث  |
| أليستير دونوهوي | سباق الطريق رجال C4-5 | 2:19:43  | 5       |
| غرانت آلن       | سباق الزمن رجال H4    | 41:21.94 | 5       |
| غرانت آلن       | سباق الطريق رجال H4   | 2:33:31  | 6       |
| دارين هيكس      | سباق الزمن رجال C2    | 34:39.78 | الأول   |
| دارين هيكس      | سباق الطريق رجال C1-3 | 2:12:10  | 12      |
| ستيوارت جونز    | سباق الزمن رجال H4    | 31:12.94 | 5       |
| ديفيد نيكولاس   | سباق الزمن رجال C3    | 36:56.79 | 8       |
| ديفيد نيكولاس   | سباق الطريق رجال C1-3 | 2:21:08  | 18      |
| ستيوارت تريب    | سباق الزمن رجال H5    | 42:56.88 | 8       |
| ستيوارت تريب    | سباق الطريق رجال H5   | 2:36:23  | 7       |

## الفروسية
في 10 يوليو 2021، تم اختيار أربعة فرسان. أصبحت شارون جارفيز أول رياضية أسترالية بارالمبية يتم اختيارها لثلاث ألعاب.
المنافسة الفردية
| الرياضي        | الفرس            | الحدث                                 | المجموع  | المجموع  |
| الرياضي        | الفرس            | الحدث                                 | الدرجة   | الترتيب  |
| -------------- | ---------------- | ------------------------------------- | -------- | -------- |
| إيما بوث       | موغيلفانغز زيدان | اختبار البطولة الفردية الدرجة الثانية | 70.059   | 8Q       |
| إيما بوث       | موغيلفانغز زيدان | اختبار الفريق الفردي الدرجة الثانية   | 73.807   | 5        |
| شارون جارفيز   | رومانوس          | اختبار البطولة الفردية الدرجة الثالثة | 68.366   | 10       |
| شارون جارفيز   | رومانوس          | اختبار الفريق الفردي الدرجة الثالثة   | لم يتقدم | لم يتقدم |
| فيكتوريا ديفيز | كيلير            | اختبار البطولة الفردية الدرجة الثانية | 65.618   | 9        |
| فيكتوريا ديفيز | كيلير            | اختبار الفريق الفردي الدرجة الثانية   | لم يتقدم | لم يتقدم |
| أميليا وايت    | جينيس            | اختبار البطولة الفردية الدرجة الخامسة | 69.238   | 8Q       |
| أميليا وايت    | جينيس            | اختبار الفريق الفردي الدرجة الخامسة   | 72.660   | 6        |

المنافسة الجماعية
| الرياضي      | الفرس      | الحدث  | الدرجة الفردية | المجموع | المجموع |
| الرياضي      | الفرس      | الحدث  | TT             | الدرجة  | الترتيب |
| ------------ | ---------- | ------ | -------------- | ------- | ------- |
| إيما بوث     | انظر أعلاه | الفريق | 68.00          | 206.458 | 13      |
| أميليا وايت  | انظر أعلاه | الفريق | 67.900         | 206.458 | 13      |
| شارون جارفيز | انظر أعلاه | الفريق | 67.900         | 206.458 | 13      |

## الجودو
في 27 يوليو 2021، تم اختيار واين فيبز، أول ممثل لأستراليا منذ دورة الألعاب البارالمبية الصيفية 2008. 
| الرياضي   | الحدث          | التمهيد                           | ربع النهائي      | نصف النهائي      | الملحق الجولة الأولى | الملحق النهائي   | النهائي / BM     | النهائي / BM |
| الرياضي   | الحدث          | المعارضة النتيجة                  | المعارضة النتيجة | المعارضة النتيجة | المعارضة النتيجة     | المعارضة النتيجة | المعارضة النتيجة | الترتيب      |
| --------- | -------------- | --------------------------------- | ---------------- | ---------------- | -------------------- | ---------------- | ---------------- | ------------ |
| واين فيبز | الرجال −66 كجم | مونخباط آجيب (منغوليا) خ 0s1 – 10 | لم يتقدم         | لم يتقدم         | لم يتقدم             | لم يتقدم         | لم يتقدم         | لم يتقدم     |

## الباركانوي
| الرياضي        | الحدث      | الجولات  | الجولات | نصف النهائي | نصف النهائي | النهائي  | النهائي  |
| الرياضي        | الحدث      | الزمن    | الترتيب | الزمن       | الترتيب     | الزمن    | الترتيب  |
| -------------- | ---------- | -------- | ------- | ----------- | ----------- | -------- | -------- |
| كورتيس مكغرات  | الرجال KL2 | 44.979   | 3       | 41.134      | 1           | 41.426   | الأول    |
| كورتيس مكغرات  | الرجال VL3 | 51.526   | 1       | 50.537      | الأول       |          |          |
| ديلان ليتلهيلس | الرجال KL3 | 41.428   | 2       | 40.234      | 1           | 41.280   | 4        |
| سوزان سيبل     | النساء KL2 | 1:00.077 | 4       | 56.201      | 3           | 56.522   | 7        |
| سوزان سيبل     | النساء VL2 | 1:02.840 | 1       | 1:01.481    | الثاني      |          |          |
| AJ جينينغز     | النساء KL3 | 55.961   | 5       | 53.373      | 8           | لم يتقدم | لم يتقدم |

## الباراترياثلون
تم اختيار فريق مكون من ستة رياضيين ومرشدين اثنين في 19 يوليو 2021. تم اختيار أربعة رياضيين لتمثيلهم لأول مرة في الألعاب البارالمبية.
الرجال
| الرياضي                             | الحدث | السباحة | الانتقال 1 | الدراجة | الانتقال 2 | الجري | الوقت الإجمالي | الترتيب |
| ----------------------------------- | ----- | ------- | ---------- | ------- | ---------- | ----- | -------------- | ------- |
| نيك بيڤريدج                         | PTWC  | 11:42   | 1:09       | 38:17   | 1:00       | 14:08 | 1:04:50        | 7       |
| جوناثان غورلاخ ديف مينواري (المرشد) | PTVI  | 16:44   | 1:23       | 29:31   | 0:50       | 17:50 | 1:06:18        | 8       |
| ديفيد براينت                        | PTS5  | 12:07   | 1:03       | 29:57   | 0:48       | 18:35 | 1:02:30        | 7       |

النساء
| الرياضي                           | الحدث | السباحة | الانتقال 1 | الدراجة | الانتقال 2 | الجري    | الوقت الإجمالي | الترتيب  |  |
| --------------------------------- | ----- | ------- | ---------- | ------- | ---------- | -------- | -------------- | -------- |  |
| كايتي كيلي بريانرا سيلك (المرشدة) | PTVI  | 16:15   | 1:08       | 32:25   | 0:55       | 22:18    | 1:13:01        | 6        |  |
| لورين باركر                       | PTWC  | 11:47   | 2:11       | 37:03   | 1:09       | 14:16    | 1:06:26        | الثاني   |  |
| إميلي تاب                         | PTWC  | 14:48   | 1:50       | 1:50    | لم تنتهي   | لم تنتهي | لم تنتهي       | لم تنتهي |  |

## التجديف
تأهلت أستراليا بثلاث قوارب لكل من فئات التجديف التالية إلى سباق البارالمبياد. تأهلت فرق التجديف في القوارب الفردية للرجال والتجديف الرباعي المختلط مع القائد بعد نجاحهم في دخول المراكز الثمانية الأولى في بطولة العالم للتجديف 2019 في أوتنشيام، النمسا. بينما تأهلت فرق التجديف المزدوج بعد حصولها على المركز الثاني في السباق النهائي للتأهل البارالمبي 2021 في جافيورات، إيطاليا.
في 12 يوليو 2021، تأهل ثمانية مجدفين أستراليين للمشاركة في الألعاب. تم اختيار كاثرين روس للمشاركة في الألعاب الرابعة لها، بينما تم اختيار إريك هوري للمشاركة في الألعاب الثالثة له.
| الرياضي                                                                   | الحدث                               | الجولات  | الجولات | الملحق  | الملحق  | النهائي  | النهائي |
| الرياضي                                                                   | الحدث                               | الزمن    | الترتيب | الزمن   | الترتيب | الزمن    | الترتيب |
| ------------------------------------------------------------------------- | ----------------------------------- | -------- | ------- | ------- | ------- | -------- | ------- |
| إريك هوري                                                                 | الرجال القوارب الفردية              | 10:32.92 | 5       | 9:20.61 | 1FA     | 10:00.82 | الثاني  |
| سايمون ألبوري كاثرين روس                                                  | القوارب المزدوجة المختلطة           | 8:51.39  | 4       | 8:12.90 | 3FB     | 8:56.69  | 1 FB    |
| توم بيرتويستل جيمس تالبوت نيكي آيرز ألكسندرا فيني رينيه دوماشينز (القائد) | القوارب الرباعية المختلطة مع القائد | 7:30.72  | 4       | 7:06.98 | 1FA     | 7:34.73  | 4       |

رمز التأهل: FA=النهائي A (الميدالية)؛ FB=النهائي B (غير الميدالية)؛ R=الملحق

## الرماية
تم اختيار ثلاثة رياضيين في 20 يوليو 2021.
| الرياضي      | الحدث                                   | التأهل  | التأهل  | النهائي  | النهائي  |
| الرياضي      | الحدث                                   | النتيجة | الترتيب | النتيجة  | الترتيب  |
| ------------ | --------------------------------------- | ------- | ------- | -------- | -------- |
| كريستوفر بيت | مسدس هوائي 10 متر للرجال SH1            | 542 -3x | 25      | لم يتقدم | لم يتقدم |
| كريستوفر بيت | مسدس 25 متر مختلط SH1                   | 259-4x  | 30      | لم يتقدم | لم يتقدم |
| ناتالي سميث  | بندقية هوائية 10 متر للنساء وقوفًا SH1   | 609.4   | 19      | لم تتقدم | لم تتقدم |
| ناتالي سميث  | بندقية هوائية 10 متر مختلطة مستلقية SH1 | 621.7   | 46      | لم تتقدم | لم تتقدم |
| أنتون زابيلي | بندقية هوائية 10 متر مختلطة مستلقية SH1 | 631.6   | 15      | لم يتقدم | لم يتقدم |
| أنتون زابيلي | بندقية 50 متر مختلطة مستلقية SH1        | 616.0   | 11      | لم يتقدم | لم يتقدم |

## السباحة
تم اختيار 32 رياضيًا في 16 يونيو 2021. تم اختيار ماثيو ليفي للمشاركة في خامس دورة بارالمبية له. هناك 15 رياضيًا جديدًا في البطولة. تم إضافة برايدن جيسون إلى الفريق في 14 يوليو 2021 بعد أن تم منح أستراليا مقعدًا إضافيًا. تم إضافة بليك كوكران إلى الفريق في 26 يوليو 2021.
الرجال
| الرياضي      | الحدث                  | الجولات  | الجولات | النهائي  | النهائي  |
| الرياضي      | الحدث                  | الزمن    | الترتيب | الزمن    | الترتيب  |
| ------------ | ---------------------- | -------- | ------- | -------- | -------- |
| جيسي أونغليس | 100 متر ظهر S8         | 1:08.28  | 3 Q     | 1:07.94  | 4        |
| جيسي أونغليس | 100 متر صدر SB7        | 1:22.06  | 4       |          |          |
| جيسي أونغليس | 100 متر فراشة S8       | 1:05.77  | 11      | لم يتقدم | لم يتقدم |
| جيسي أونغليس | 200 متر فردي متنوع SM8 | 2:28.75  | 4 Q     | 2:29.48  | 7        |
| ريكي بيتار   | 200 متر حرة S14        | 1:58.18  | 6 Q     | 1:56.70  | 7        |
| ريكي بيتار   | 100 متر فراشة S14      | 58.25    | 6 Q     | 58.62    | 8        |
| ريكي بيتار   | 100 متر ظهر S14        | 1:01.84  | 14      | لم يتقدم | لم يتقدم |
| بليك كوكران  | 100 متر صدر SB7        | 1:16.97  | الثالث  |          |          |
| روان كروثيرس | 50 متر حرة S10         | 23.25    | 1 Q     | 23.21    | الأول    |
| روان كروثيرس | 100 متر حرة S10        | 52.70    | 2 Q     | 51.37    | الثاني   |
| تيموثي ديسكن | 50 متر حرة S9          | 26.11    | 7 Q     | 25.71    | 7        |
| تيموثي ديسكن | 100 متر صدر SB8        | 1:12.16  | 8 Q     | 1:11.81  | 7        |
| توماس غالاغر | 50 متر حرة S10         | 24.29    | 5 Q     | 24.16    | 5        |
| توماس غالاغر | 100 متر حرة S10        | 53.13    | 4 Q     | 53.14    | 5        |
| توماس غالاغر | 400 متر حرة S10        | 4:15.52  | 3 Q     | 4:03.91  | الثالث   |
| بريندن هال   | 400 متر حرة S9         | 4:19.30  | 5 Q     | 4:14.48  | 4        |
| بريندن هال   | 100 متر ظهر S9         | 1:05.78  | 7 Q     | 1:05.90  | 8        |
| بريندن هال   | 100 متر فراشة S9       | 1:04.70  | 12      | لم يتقدم | لم يتقدم |
| بنجامين هانس | 100 متر ظهر S14        | 57.75 PR | 1 Q     | 57.73 PR | الأول    |
| بنجامين هانس | 100 متر فراشة S14      | 57.07    | 4 Q     | 56.90    | الثالث   |
| تيموثي هودج  | 100 متر فراشة S9       | 1:01.58  | 6 Q     | 1:01.03  | 5        |
| تيموثي هودج  | 100 متر ظهر S9         | 1:02.81  | 3 Q     | 1:02.16  | الثالث   |
| تيموثي هودج  | 200 متر فردي متنوع SM9 | 2:17.41  | 1 Q     | 2:15.42  | الثاني   |

## تنس الطاولة
دخلت أستراليا 11 رياضيًا في منافسات تنس الطاولة في الألعاب. تأهل عشرة منهم من بطولة أوقيانوسيا لتنس الطاولة البارالمبية 2019 التي أقيمت في داروين، وتأهل يانغ تشيان من خلال ترتيب العالم. تم اختيار الفريق المكون من 11 رياضيًا في 5 يوليو 2021.
الرجال
| الرياضي        | الحدث    | مرحلة المجموعات                                          | مرحلة المجموعات                                       | مرحلة المجموعات                                   | مرحلة المجموعات | دور الـ16                                | ربع النهائي                                    | نصف النهائي                                   | النهائي          | النهائي |
| الرياضي        | الحدث    | المعارضة النتيجة                                         | المعارضة النتيجة                                      | المعارضة النتيجة                                  | الترتيب | المعارضة النتيجة                         | المعارضة النتيجة                               | المعارضة النتيجة                              | المعارضة النتيجة | الترتيب |
| -------------- | -------- | -------------------------------------------------------- | ----------------------------------------------------- | ------------------------------------------------- | --- | ---------------------------------------- | ---------------------------------------------- | --------------------------------------------- | ---------------- | ------- |
| تريفر هيرث     | فردي C6  | سيميون (رومانيا) خ 1–3 (7–11, 13–11, 2–11, 3–11)         | كارابارداك (بريطانيا العظمى) خ 0–3 (5–11, 8–11, 2–11) | —                                                 | data-sort-value="" style="background: #ececec; color: #2C2C2C; vertical-align: middle; text-align: center; " class="table-na" \| — | لم يتقدم                                 | لم يتقدم                                       | لم يتقدم                                      | لم يتقدم         |         |
| جيك بالسترينو  | فردي C7  | يوسف (مصر) خ 1–3 (5–11, 11–8, 2–11, 9–11)                | إينو (اليابان) خ 1–3 (12–10, 4–11, 10–12, 3–11)       | سترو (البرازيل) خ 0–3 (5–11, 3–11, 6–11)          | data-sort-value="" style="background: #ececec; color: #2C2C2C; vertical-align: middle; text-align: center; " class="table-na" \| — | لم يتقدم                                 | لم يتقدم                                       | لم يتقدم                                      | لم يتقدم         |         |
| ناثان بيليسيير | فردي C8  | ماككيبن (بريطانيا العظمى) خ 0–3 (9–11, 5–11, 5–11)       | غرودزين (بولندا) خ 0–3 (4–11, 10–12, 7–11)            | —                                                 | data-sort-value="" style="background: #ececec; color: #2C2C2C; vertical-align: middle; text-align: center; " class="table-na" \| — | لم يتقدم                                 | لم يتقدم                                       | لم يتقدم                                      | لم يتقدم         |         |
| ما لين         | فردي C9  | ستايسي (بريطانيا العظمى) ف 3–0 (11–3, 11–4, 11–6)        | كالم (إيطاليا) ف 3–0 (11–4 11–6 11–9)                 | تشي (ماليزيا) ف 3–0 (11–5, 11–6, 11–7)            | data-sort-value="" style="background: #ececec; color: #2C2C2C; vertical-align: middle; text-align: center; " class="table-na" \| — | كاتس (أوكرانيا) ف 3–0 (11–8, 11–7, 11–7) | ماي (أوكرانيا) ف 3–1 (12–10, 7–11, 11–6, 11–5) | ديفوس (بلجيكا) خ 1–3 (11–9, 6–11, 3–11, 3–11) | الثاني           |         |
| جويل كوفلان    | فردي C10 | رادوفيتش (الجبل الأسود) خ 1–3 (11–13, 13–11, 7–11, 9–11) | أولوفي (نيجيريا) ف 3–0 (11–9, 11–8, 11–6)             | هاو (الصين) خ 2–3 (11–4, 5–11, 13–11, 4–11, 7–11) | data-sort-value="" style="background: #ececec; color: #2C2C2C; vertical-align: middle; text-align: center; " class="table-na" \| — | لم يتقدم                                 | لم يتقدم                                       | لم يتقدم                                      | لم يتقدم         |         |

## التايكوندو
اختارت أستراليا رياضيًا واحدًا للمشاركة في أولى منافسات التايكوندو البارالمبية.
| الرياضي      | الحدث         | الجولة الأولى         | الملحق 1                         | الملحق 2               | ميدالية برونزية            | ميدالية برونزية |
| الرياضي      | الحدث         | المعارضة النتيجة      | المعارضة النتيجة                 | المعارضة النتيجة       | المعارضة النتيجة           | الترتيب         |
| ------------ | ------------- | --------------------- | -------------------------------- | ---------------------- | -------------------------- | --------------- |
| جانين واتسون | النساء +58 كغ | أكرماش (المغرب) خ 6-8 | إيمكسيس باتشاكسيز (تركيا) ف 36-2 | أوتا (اليابان) ف 32-12 | ليبيتسكا (أوكرانيا) ف 63-0 | الثالث          |

## تنس الكراسي المتحركة
تأهلت أستراليا بأربعة لاعبين للمشاركة في منافسات تنس الكراسي المتحركة. تأهل ثلاثة لاعبين عبر تصنيفات العالم، بينما تأهل الآخر من خلال الحصول على دعوة من لجنة التخصيص الثنائية.
| الرياضي | الحدث | دور الـ64                                | دور الـ32                              | دور الـ16                          | ربع النهائي               | نصف النهائي      | النهائي / BM     | النهائي / BM |
| الرياضي | الحدث | المعارضة النتيجة                         | المعارضة النتيجة                       | المعارضة النتيجة                   | المعارضة النتيجة          | المعارضة النتيجة | المعارضة النتيجة | الترتيب      |
| --- | --- | ---------------------------------------- | -------------------------------------- | ---------------------------------- | ------------------------- | ---------------- | ---------------- | ------------ |
| ديلان ألكوت | فردي الرباعية\|colspan=2 data-sort-value="" style="background: #ececec; color: #2C2C2C; vertical-align: middle; text-align: center; " class="table-na" \| — | موروشي (اليابان) ف 6–0, 6–2              | بارتن (الولايات المتحدة) ف 6–0, 6–1    | فينك (هولندا) ف 6–4, 3–6, 6–4      | شرودر (هولندا) ف 7–6, 6–1 | الأول            |                  |              |
| هيث ديفيدسون\|colspan=2 data-sort-value="" style="background: #ececec; color: #2C2C2C; vertical-align: middle; text-align: center; " class="table-na" \| — | فردي الرباعية\|colspan=2 data-sort-value="" style="background: #ececec; color: #2C2C2C; vertical-align: middle; text-align: center; " class="table-na" \| — | كوتيريل (بريطانيا العظمى) ف 6–1, 6–0     | شرودر (هولندا) خ 2–6, 1–6              | لم يتقدم                           | لم يتقدم                  | لم يتقدم         |                  |              |
| مارتين دون | فردي الرجال | كاسكو (الأرجنتين) خ 0–6, 0–6             | لم يتقدم                               | لم يتقدم                           | لم يتقدم                  | لم يتقدم         | لم يتقدم         | لم يتقدم     |
| بن ويكس | فردي الرجال | برديتشيفسكي (إسرائيل) ف 6–4, 6–2         | فاندوربي (بلجيكا) خ 6–3, 1–6, 0–6      | لم يتقدم                           | لم يتقدم                  | لم يتقدم         | لم يتقدم         | لم يتقدم     |
| ديلان ألكوت هيث ديفيدسون | زوجي الرباعية\|colspan=3 data-sort-value="" style="background: #ececec; color: #2C2C2C; vertical-align: middle; text-align: center; " class="table-na" \| — | لم يشارك                                 | موروشي / · سوجينو (اليابان) ف 6–2, 6–4 | شرودر / · فينك (هولندا) خ 4–6, 3–6 | الثاني                    |                  |                  |              |
| مارتين دون بن ويكس | زوجي الرجال\|data-sort-value="" style="background: #ececec; color: #2C2C2C; vertical-align: middle; text-align: center; " class="table-na" \| —             | سيلفا / · رودريغيز (البرازيل) خ 2–6, 3–6 | لم يتقدم                               | لم يتقدم                           | لم يتقدم                  | لم يتقدم         | لم يتقدم         |              |

## حقائق
- تمثيل في الألعاب البارالمبية: سبعة – كريستي داوز (ألعاب القوى) دانييلا دي تورو (التنس / تنس الطاولة) ؛ ستة – أنجي بالارد (ألعاب القوى) ؛ خمسة – ماثيو ليفي (السباحة)، لي لي نا (تنس الطاولة)، ترستان نولز (كرة السلة على الكراسي المتحركة)، شون نوريس (كرة السلة على الكراسي المتحركة)، رايلي بات (رجبي الكراسي المتحركة) بن ويكس (تنس الكراسي المتحركة)
- الرياضيون الأصليون – أماندا ريد (الدراجات)، روبي ستورم (السباحة)، سامانثا شميدت (ألعاب القوى)
- الأصغر سناً – إيزابيلا فينسنت (السباحة) والأكبر سناً بيتر مارشانت (رماية السهام)
- بارالمبي ومن الأولمبي في آن واحد – ميليسا تابير (تنس الطاولة)
- تمثيل في عدة رياضات بارالمبية – دانييلا دي تورو (التنس / تنس الطاولة)، مايكل أوبراينس (السباحة/ كرة السلة على الكراسي المتحركة)، ديلان ألكوت (كرة السلة على الكراسي المتحركة/ تنس الكراسي المتحركة)، أماندا ريد (السباحة/ الدراجات). هانا دود (الفروسية/ كرة السلة على الكراسي المتحركة)
- مثلوا دولًا بارالمبية أخرى – ما لين، لي لي نا، يانغ تشيان (جميعهم مثلوا الصين في تنس الطاولة)، فانيسا لو (مثلّت ألمانيا في ألعاب القوى)[1]

## روابط خارجية
- الموقع الرسمي
- دليل الإعلام الخاص بأستراليا في دورة الألعاب البارالمبية طوكيو 2020